# Khayzuran
Khayzurān (letteralmente "bambù") bint ʿAṭāʾ al-Jurashiyya (in arabo الخيزران بنت عطاء‎?; ... – 789) è stata una schiava di origine yemenita (o, secondo Suyūṭī, berbera), che divenne moglie del califfo al-Mahdi e madre dei due califfi al-Hadi e Hārūn al-Rashīd.

## Biografia
Rapita da un beduino in tenera età, fu venduta in un mercato di schiavi vicino Mecca ad al-Mahdi (Abu ʿAbd Allāh Muhammad, terzo califfo abbaside), che stava effettuando un suo pellegrinaggio. Innamoratosi di lei, al-Mahdi decise di affrancarla e di sposarla nel 776. Da lei ebbe i due figli, Mūsā e Hārūn, e una figlia chiamata al-Bānūka.
Sposa prediletta di al-Mahdi e donna dalla grande personalità, ebbe grande ascendente sul marito, cercando di influenzare quasi tutto delle sue decisioni politiche, e persino prendere personalmente molte decisioni importanti del governo. Impegnò tutta se stessa perché i suoi figli ereditassero il titolo califfale, riuscendo a far escludere gli altri figli avuti da al-Mahdi con la sua prima moglie, la cugina Rayta, figlia del primo califfo abbaside Abu l-Abbas al-Saffah.
Già durante il hajj del settembre 778 Mūsā aveva ricevuto da al-Mahdi il titolo di wali l-ʿahd, mentre Hārūn era stato collocato al secondo posto nell'ordine di successione. Ma la madre Khayzurān non aveva tanto una preferenza per il primogenito Mūsā, da sempre sottomesso alla sua volontà, quanto per il suo secondo figlio Hārūn. Fu questo il motivo che la spinse a manovrare al-Mahdi per estromettere Mūsā dal califfato. Se questi poteva contare sull'appoggio dell'esercito (gli "uomini di spada"), Hārūn era invece gradito agli “uomini di penna” (la burocrazia), grazie anche all'opera svolta dal suo tutore, Yahyā b. Khālid al-Barmakī e ad al-Rabīʿ b. Yūnus. 
Le sorti del futuro califfato non furono però determinate da al-Mahdi, che sembrava propenso a cedere all'insistenza della moglie, quanto piuttosto dalla sua morte improvvisa, avvenuta nel mese di agosto 785, fratturandosi il cranio a causa di un inverosimile incidente di caccia a Māsabadhān, sui monti Zagros, o avvelenato da una schiava curiosamente gelosa dei favori concessi ad un'altra concubina. Intanto era scoppiata a Baghdad una ribellione militare e Khayzurān fu accusata di aver organizzato un complotto per portare Hārūn sul trono. In realtà la rivolta non sembra avesse alcuna natura politica, poiché le truppe avevano espressamente dichiarato di essersi ribellate per il mancato pagamento dei salari. Certamente però risulta alquanto curioso che la ribellione fosse placata proprio per l'intervento di Khayzurān e per i buoni uffici di al-Rabīʿ b. Yūnus. 
Kayzurān cercò di dominare Mūsā, che prese il laqab califfale di al-Hādī, o almeno di intromettersi negli affari politici, ma il figlio presto obbligò la madre a non interferire nelle questioni di Stato e, secondo cronache a lui ostili, addirittura di avvelenarla, pur di sbarazzarsi di lei. Per rendere inoffensivo anche il fratello, al-Hādī decise di imprigionarlo insieme a Yahyā b. Khālid e ordinò la loro uccisione ma, per intercessione di Khayzurān, i due furono salvati. 
È ovvio che in queste circostanze la morte improvvisa di al-Hādī nel settembre 786 originò sospetti sulla regina-madre, accusata di aver dato l'ordine a uno dei suoi schiavi di soffocare il califfo, sempre più ostile a sottostare alla sua volontà. Da quanto sostiene al-Masʿūdī, al-Hādī chiamò la madre al suo capezzale e spirò tenendole la mano, esprimendo il desiderio che fosse il fratello a succedergli. Non si ha la certezza che ciò sia vero, data l'assenza di testimoni, e che il tutto non vada ricondotto alla compiacenza dei cronisti fedeli al potere costituito abbaside e, a rafforzare tale dubbio, resta il fatto che al-Hādī aveva più volte espresso la volontà di disconoscere il fratello in favore del figlio Jaʿfar. Non avendo più di 10 anni, Jaʿfar fu messo in un luogo al sicuro da eventuali influenze e costretto a riconoscere lo zio Hārūn come quinto califfo abbaside. 
Con la salita al trono di Baghdad del suo figlio prediletto Hārūn, che prese il laqab di al-Rashīd, Khayzurān tornò a influenzare le decisioni politiche califfali insieme a Yahyā b. Khālid fino alla sua morte, avvenuta nel 789.